# Heteronyx sequens
Heteronyx sequens är en skalbaggsart som beskrevs av Blackburn 1894. Heteronyx sequens ingår i släktet Heteronyx och familjen Melolonthidae. Inga underarter finns listade i Catalogue of Life.